# Menjamel frontblanc
El menjamel frontblanc (Purnella albifrons) és un ocell de la família dels melifàgids (Meliphagidae) i única espècie del gènere Purnella Mathews, 1914

## Hàbitat i distribució
Habita boscos i matolls, especialment arbusts del gènere Eremophila, a diferents indrets d'Austràlia des d'Austràlia Occidental, cap a l'est, a través del centre i sud del Territori del Nord i Austràlia Meridional fins al centre de Queensland, centre de Nova Gal·les del Sud i nord-oest de Victòria.